# Daniel Drascek
Daniel Drascek (* 4. September 1959 in Nersingen) ist ein deutscher Volkskundler.

## Leben
Von 1980 bis 1986 studierte er Volkskunde, Geschichte und Politik an der Albert-Ludwigs-Universität Freiburg. Nach der Promotion 1986 zum Dr. phil. und der Habilitation 1998 zum Dr. phil. habil.  an der Ludwig-Maximilians-Universität München folgte er 2002 dem Ruf auf den Lehrstuhl für Vergleichende Kulturwissenschaft an der Universität Regensburg. 2015 wurde er ordentliches Mitglied der Bayerischen Akademie der Wissenschaften.